# Zhong Man
Zhong Man (chineză: 仲满; n. 28 februarie 1983, Nantong⁠(d), Republica Populară Chineză) este un scrimer chinez specializat pe sabie. A devenit campion olimpic la jocurile de vară de la Beijing, după ce a trecut în finală de francezul Nicolas Lopez. Astfel a câștigat cea de-a doua medalie olimpică de aur din istoria scrimei chineze, după cea al lui Luan Jujie de la Los Angeles 1984. Era pregătit de antrenorul francez Christian Bauer.

## Legături externe
- en Zhong Man la Olympedia.org